# Leptostylus gibbus
Leptostylus gibbus là một loài bọ cánh cứng trong họ Cerambycidae.